# シヒラ竜也
シヒラ 竜也（シヒラ たつや、1984年12月14日 - ）は、日本の漫画家。北海道八雲町出身。代表作は『ROBOTICS;NOTES REVIVAL LEGACY』、『Q』など。

## 略歴・人物
10代の頃からゲーム誌を中心にハガキ職人をしており、「画竜点睛!」及び「画竜」というペンネームで『ドリームキャストマガジン』、及び後身の『ドリマガ』にイラスト投稿をしていた。
対戦型格闘ゲーム『GUILTY GEARシリーズ』、及び『To Heartシリーズ』の大ファンであり、これら作品のイラストや同人誌を多く手がけている。当時のペンネームは、『GUILTY GEAR』に登場する梅喧の一撃必殺技「画竜点睛」に由来する。
趣味はギターで、『デジ絵の文法』にテレビ出演した際には、何本ものエレキギターに囲まれながら絵を描いている様子が放送された。

## 漫画作品

### 一般向け漫画
- 13club（集英社『ウルトラジャンプエッグ』連載、全2巻）
- 週刊マンガ新日本史 12号「北条政子」[3]（朝日新聞出版） - 『週刊マンガ日本史 改訂版』では21号[4]
- ROBOTICS;NOTES REVIVAL LEGACY（原作：5pb.、集英社『ウルトラジャンプ』2012年9月号[5] - 2013年11月号、全3巻）
- Q（集英社『ウルトラジャンプ』2014年6月号[6] - 2016年1月号、全4巻）
- バジリスク 〜桜花忍法帖〜（原作：山田正紀、キャラクター原案：せがわまさき、講談社『週刊ヤングマガジン』2017年34号[7] - 2019年19号、全7巻） - 『バジリスク 〜甲賀忍法帖〜』の続編[7]、コミカライズ[8]
- 英戦のラブロック（講談社『週刊少年マガジン』2021年24号[9] - 2022年7号、全4巻）

#### 単行本未収録
- X-assault -イグザルト-（原作：宗原光流、ソフトバンククリエイティブ『月刊少年ブラッド』連載）
- ToHeart2 タカくん、がんばります!（原作：伊達将範、アスキー・メディアワークス『電撃「マ）王』連載）
- P（パンドラ）-シスターズ（集英社『ウルトラジャンプ』2010年10月号掲載[10]）
- アトムとイブ（講談社『週刊ヤングマガジン』2016年24号[11]） - 『ヤングマガジン』35周年記念読み切り企画「BULLET」第16弾の作品[11]

### 成年向け漫画
- Shameless Girl（ワニマガジン、2012年2月29日発売、ISBN 978-4-86269-194-1）

#### 単行本未収録
- ひなチョコ姫（富士美出版、ペンギンクラブ山賊版連載）

## イラスト作品
- 『絵師100人 100 masters of Bishojo painting』（2009年12月16日発売[12]、ビー・エヌ・エヌ新社） - イラスト収録[12]
- 三流レーサー（著者：池沢早人師、集英社、ジャンプ ジェイ ブックス、2013年10月4日発売[13]、全1巻）
- 丸ノ内 OF THE DEAD（著者：ぞんちょ、集英社、ジャンプ ジェイ ブックス、全1巻）